# Westerbork
Westerbork è una località e un'ex-municipalità dei Paesi Bassi situata nella provincia di Drenthe. Soppressa il 1º gennaio 1998, parte del suo territorio, è andato a costituire, insieme al territorio della municipalità di Smilde e a parte del territorio di Beilen, Ruinen e Zweeloo, la municipalità di Middenveld, nel quale è entrato a far parte anche il centro abitato, e in parte incorporato in quello della municipalità di Hoogeveen.
Il villaggio è conosciuto soprattutto per il campo di transito qui esistito durante la seconda guerra mondiale. Etty Hillesum, Anna Frank, sua sorella Margot, Otto e Edith Frank e la famiglia Van Pels sono passati da questo campo prima di essere mandati a Auschwitz.